# Physospermopsis
Physospermopsis là chi thực vật có hoa trong họ Apiaceae.